# Gletscherfalter

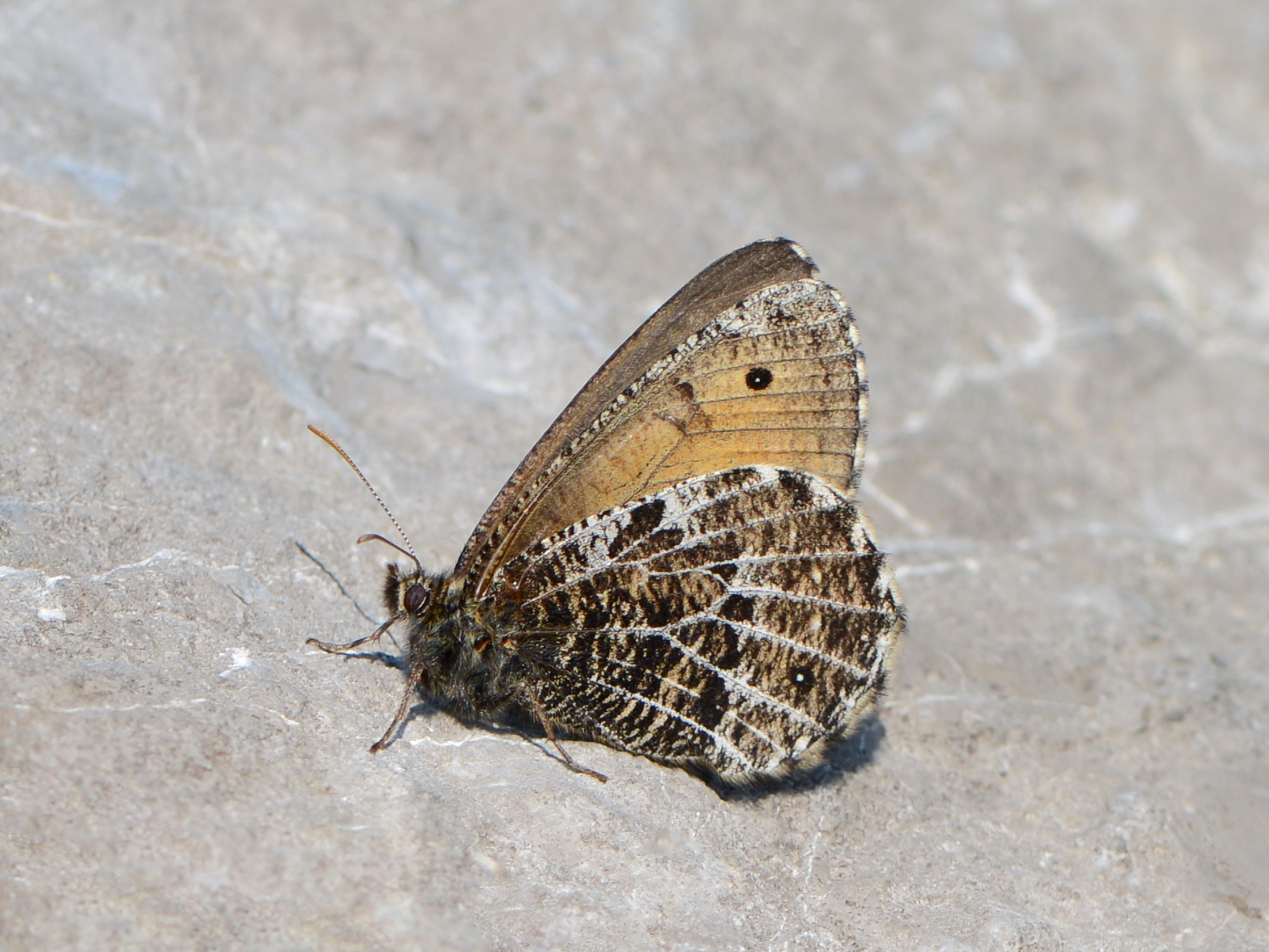
Gletscherfalter

Der Gletscherfalter (Oeneis glacialis) ist ein Schmetterling (Tagfalter) aus der Familie der Edelfalter (Nymphalidae).

## Merkmale
Die mittelgroßen Falter haben eine Flügelspannweite von 48 bis 58 Millimetern. Sie haben bräunliche Vorder- und Hinterflügel mit einer undeutlichen gelblichen Außenbinde, in der sich dunkle Augen befinden. Die individuelle Variationsbreite ist beträchtlich, namentlich in Bezug auf Färbung und Augenzahl. Hellere, ockerbräunliche Falter haben oft mehr und auch größere Augen. Die f.unicolor Rbl. ist fast einfarbig schwarzgrau mit verblasster ockergelber Binde und kleinen Augen. Die braune Form hat eine gewisse Ähnlichkeit zum Ockerbindigen Samtfalter (Hipparchia semele), kann aber wegen des Vorkommens in unterschiedlichen Höhenlagen nicht verwechselt werden.
Das Ei ist länglich mit dichtstehenden Längsrippen und von weißlicher Farbe.

### Ähnliche Arten
- Ockerbindiger Samtfalter (Hipparchia semele)

## Lebensraum und Lebensweise
Der Gletscherfalter kommt im Hochgebirge, ausschließlich im Alpenraum oberhalb der Baumgrenze vor, hauptsächlich in Höhen zwischen 1200 und 3000 Metern. Gebietsweise ist die Art an eng begrenzten Stellen häufig, wegen der zweijährigen Entwicklungszeit jedoch oft nur jedes zweite Jahr. Bevorzugtes Fluggebiet sind Geröllhalden und steinige Almwiesen, über die der Falter in niedrigem Flug gleitet. Er verweilt gerne auf Felsen in der Sonne und saugt gelegentlich an Stängellosem Leimkraut (Silene acaulis).

## Flug- und Raupenzeit
Die Falter fliegen von Juni bis August. Die Raupenzeit ist von September bis Juni des übernächsten Jahres. Die Jungraupen überwintern erstmals vor der ersten Häutung und nochmals voll ausgewachsen.

## Futterpflanzen der Raupen
Die Raupen ernähren sich von verschiedenen Schwingel-Arten (Festucae).

## Synonyme
- Oeneis aello